# Landspout
Landspout é um termo cunhado pelo meteorologista Howard B. Bluestein em 1985 para uma espécie de tornado não associado ao mesociclone de uma
tempestade. O Glossário da Meteorologia define uma landspout como:
"Expressão coloquial que descreve tornados que ocorrem com uma nuvem mãe em sua fase de crescimento e com a sua vorticidade originária da camada limite. A nuvem mãe não contem um mesociclone de nível médio preexistente.
O landspout foi assim chamado porque ele se parece com as trombas d'água que ocorrem no arquipélago de recifes e corais da Flórida Keys (região da Flórida), só que ocorrendo em terra."

## Formação de um landspout
Landspouts  se formam durante a fase de crescimento de nuvens convectivas esticando a camada limite de vórtice para cima e em corrente ascendente de torre cumuliforme. Eles geralmente são menores e mais fracos do que os tornados e não contêm um mesociclone ou rotação preexistente na nuvem. Devido a isso, landspouts raramente são detectados por radares meteorológicos Doppler.
Landspouts compartilham uma forte semelhança no processo de desenvolvimento comparado às trombas d'agua, usualmente sob a forma de um tubo helicoidal e altamente translúcido e laminar. Landspouts são considerados tornados desde uma coluna rotativa de ar está em contato com a superfície e uma nuvem cumuliforme. Nem todos os landspouts são visíveis, e muitos são primeira avistada como roda detritos na superfície antes de, eventualmente, preenchendo com condensação e poeira. Landspouts são mais comuns em climas semiáridos caracterizados por bases de nuvens altas e uma considerável instabilidade de baixo nível. Essas condições tendem a favorecer as altas planícies dos Estados Unidos a partir da Primavera através de Verão.
Poucos landspouts pode persistir por 15 minutos e produzir danos  de um Tornado nível F3. Entretanto, a maioria raramente produzem danos dada a sua duração abreviada, movimento típico de avanço lento, e campo de vento compacta. O potencial de dano é ainda mais reduzido em regiões de baixa densidade populacional, como as planícies altas.